# شیور لیک (کالیفرنیا)
شیور لیک (به انگلیسی: Shaver Lake) یک منطقهٔ مسکونی در ایالات متحده آمریکا است که در شهرستان فرسنو، کالیفرنیا واقع شده‌است. شیور لیک ۸۹٫۳۳۰ کیلومتر مربع مساحت و ۶۳۴ نفر جمعیت دارد و ۱٬۷۱۵ متر بالاتر از سطح دریا واقع شده‌است.